# Diadegma gracile
Diadegma gracile är en stekelart som först beskrevs av Johann Ludwig Christian Gravenhorst 1829.  Diadegma gracile ingår i släktet Diadegma och familjen brokparasitsteklar. Inga underarter finns listade i Catalogue of Life.